# Archivio storico capitolino
L'Archivio storico capitolino (in sigla ASC) è un archivio storico documentale comunale che raccoglie la documentazione prodotta dal comune di Roma. Amministrativamente è un'unità organizzativa della Sovrintendenza capitolina ai beni culturali e ha sede presso l'oratorio dei Filippini.

## Storia
L'istituzione di un archivio unitario comunale romano fu pensata all'indomani della presa di Roma nel 1870. Il consiglio comunale della nuova capitale del Regno d'Italia riunì tra il 1874 e il 1898 i vari antichi archivi pontifici, facendovi confluire: l'Archivio notarile urbano (comprendente documenti che andavano dal 1348 al 1871), l'Archivio della Camera capitolina (dal 1515 al 1847) e l'Archivio del comune pontificio (dal 1847 al 1870 e costituito dagli atti del Comune come riformato da Pio IX), ai quali si aggiunsero tutti gli atti del comune post-unitario.
Nel 1922 la sede dell'archivio fu spostata presso l'oratorio dei Filippini, dove furono poi inaugurate l'emeroteca nel 1970 e la biblioteca, formata dall'unificazione della Biblioteca del popolo romano fondata nel 1523 e la Biblioteca capitolina fondata nel 1871.

## Documentazione conservata

### Biblioteca ed Emeroteca
Dell'Archivio fanno parte, oltre alle collezioni di atti amministrativi:
- la Biblioteca Romana: un fondo che oggi comprende circa 150.000 volumi relativi a Roma, la sua storia, la sua economia. Vi confluì, verso il 1930, la Biblioteca del Popolo romano[3] che, fondata nel 1523, era stata aggregata all'Archivio capitolino nel 1879. Ne fanno parte circa 600 cinquecentine, la raccolta di piante topografiche di Roma e cartelle di incisioni e disegni.
- l'Emeroteca romana, creata nel 1970.[4] Contiene circa 2000 titoli di periodici e 278 collezioni di quotidiani editi a Roma, per la maggior parte successivi all'Unità. Ne fa parte tuttavia anche una raccolta di giornali del Comune pontificio, dal 1815 al 1851.
- Archivi familiari acquistati (come quello della famiglia Orsini, acquistato nel 1904) o ricevuti in donazione. L'archivio Orsini è formato da più di 4.200 registri e faldoni che raccolgono migliaia di documenti pergamemacei.[5]
- Il libro d'oro della nobiltà romana, istituito da Benedetto XIV nel 1746 e ricompilato tra il 1839 e il 1847, giacché l'originale depositato in Campidoglio era stato bruciato durante la repubblica giacobina del 1798-99.

## Risorse digitali e accesso al pubblico
- L'Archivio Storico Capitolino è aperto al pubblico dal lunedì al venerdì, dalle 9 alle 16.
- Esiste un catalogo in linea integrato nel Polo SBN del Comune di Roma[6].
- Alcune risorse sono state digitalizzate (Pergamene Orsini, Archivio Fotografico, Libro d'oro della nobiltà romana, Capitolium e altre)[7].